# Heidi Ruud Ellingsen

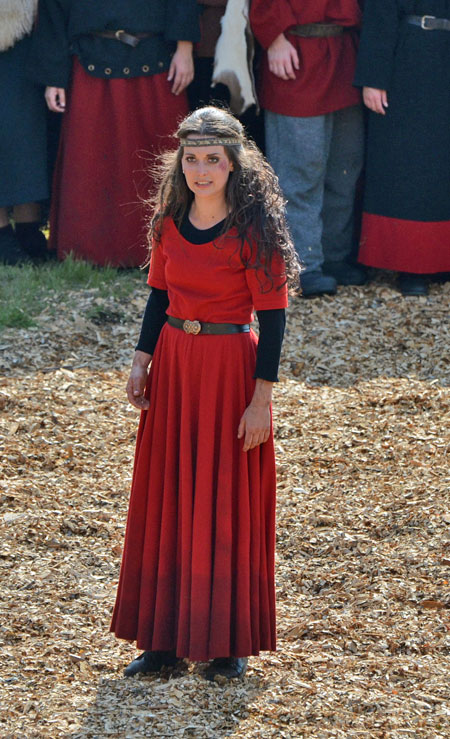
Heidi Ruud Ellingsen als Unn den fagre bei den Herøyspelet Kongens Ring 2013

Heidi Ruud Ellingsen (* 26. Juli 1985 in Narvik, Norwegen) ist eine norwegische Schauspielerin, Synchronsprecherin und Künstlerin.

## Leben
Ellingsen begann ihre Karriere an der Kultur–und Musikschule in ihrer Heimatstadt Narvik und nahm 2001 und 2003 am Förderprogramm „Talenter i nord“ für talentierte Jugendliche teil. Nach Abschluss der Schule zog sie nach Oslo um von 2004 bis 2006 an der Bårdar Akademiet eine Musicalausbildung zu absolvieren.
Im Frühjahr 2007 war sie mit einer Nebenrolle in einem Teil der Inszenierung von Anatevka beteiligt und bekam durch einen krankheitsbedingten Ausfall einer Kollegin nach einer Woche eine Hauptrolle. Ellingsen gewann anschließend in der Fernsehsendung Drømmerollen (deutsch: Traumrolle) auf NRK1 die Rolle der Kathy Selden des Musicals Singin’ In The Rain und setzte sich in einem harten Wettbewerb gegen sieben andere talentierte Frauen durch. "Du bist eine große musikalische Künstlerin", verkündete der Juror der Fernsehshow Svein Sturla Hungnes nach der Zuschlagserteilung. Das Musical wurde am 30. Januar 2008 im Oslo Nye Teater uraufgeführt. Nach dem Engagement als Kathy Selden bekam Ellingsen die nächste Hauptrolle in dem Theaterhaus. Sie spielte so unterem anderem anschließend die weibliche Hauptrolle von Sol in dem Bühnenstück Die Saga vom Eisvolk (Sol av Isfolket) von Margit Sandemo. Den männlichen Antagonisten an der Seite von Ellingsen spielte in dieser Aufführung Paul Ottar Haga. Sie trat ebenfalls in der Rolle der Sol im August 2008 in Freien am Valdres Folkemuseum. Des Weiteren trat sie zu Konzerten bei den beiden norwegischen Musikgruppen Sandvika Storband und Sandvika Big Band auf. Weitere Auftritte als Schauspielerin hat sie seit 2010 im Det Norske Teatret. 2008 hatte sie ihr Debüt als Synchronsprecherin sowie ein Auftritt in den Film Disco Worms, der in Norwegen im Februar 2009 uraufgeführt wurde. Zuletzt synchronisierte sie 2013 in dem Animationsfilm Ice Age 4 – Voll verschoben die norwegische Stimme. 2012 und 2013 spielte sie eine der drei Hauptrollen in der norwegischen Fernsehserie Hjem. 
Am ersten Wochenende im Juli 2013 spielte Ellingsen die Hauptrolle der Unn die Schöne in Wikinger-Musical Kongens Ring bei dem alljährlichen Freiluft-Theaterfestival Herøyspelet das in der westnorwegischen Inselgemeinde Herøy aufgeführt wird.
Ellingsen lebte lange in ihrem Geburtsort Narvik, wohnt aber derzeit in Oslo.

## Theaterrollen
- Peer Gynt (in Giza) 2006
- Anatevka (Spellemann på taket) 2007
- Singin' in the Rain 2008 Kathy Selden
- Trollkoden 2009 – Solveig
- Les Misérables 2009 – Cosette
- Spring Awakening 2010 – Thea
- Den Hemmelege Hagen 2010 – Mary Lennox
- Herøyspelet Kongens Ring 2013 – Unn den fagre

## Filmografie
- 2008: Drømmerollen
- 2010–2012: Beat for Beat (Musik-Fernsehshow)
- 2012–2013: Hjem (NRK-Fernsehserie)
- 2012: Lindmo
- 2012: Ice Age 4 – Voll verschoben (Istid 4, Animationsfilm, norwegische Synchronstimme als Fersken)
- 2015: 100 Code (Fernsehserie)
- 2015: Se Meg (Kurzfilm)
- 2023: The Arctic Convoy – Todesfalle Eismeer (Konvoi)

## Auszeichnungen
- 2006: Coop Nords kulturpris